# Amphicoma pacholatkoi
Amphicoma pacholatkoi is een keversoort uit de familie Glaphyridae. De wetenschappelijke naam van de soort is voor het eerst geldig gepubliceerd in 2005 door Nikodym.